# Quiina guaporensis
Quiina guaporensis är en tvåhjärtbladig växtart som beskrevs av João Murça Pires. Quiina guaporensis ingår i släktet Quiina och familjen Ochnaceae. Inga underarter finns listade i Catalogue of Life.